# Alternaria hordeiseminis
Alternaria hordeiseminis är en svampart som beskrevs av E.G. Simmons & G.F. Laundon 2007. Alternaria hordeiseminis ingår i släktet Alternaria och familjen Pleosporaceae.   Inga underarter finns listade i Catalogue of Life.